# Universiteit Antwerpen

Het oude logo van de Universiteit Antwerpen (gebruikt tot in 2020).

De Universiteit Antwerpen is een Vlaamse universiteit in Antwerpen. Ze telt 21.428 studenten (september 2022), waarvan 17,5 procent uit het buitenland. Verspreid over negen faculteiten worden er 188 opleidingen aangeboden (34 academische bacheloropleidingen, 83 masteropleidingen, 26 master na masteropleidingen en 21 postgraduaten). De universiteit voorziet verder 75 volledig Engelstalige opleidingen (1 bachelor, 24 masters, 14 masters-na-masters en 3 postgraduaten).
De UAntwerpen telt meer dan 80 gebouwen verspreid over vier campussen: campus Drie Eiken in Wilrijk, campus Groenenborger aan de Groenenborgerlaan in Antwerpen en campus Middelheim aan de Middelheimlaan in Antwerpen en de stadscampus in het stadscentrum van Antwerpen met de grootste bibliotheek humane en sociale wetenschappen van België.

## Geschiedenis

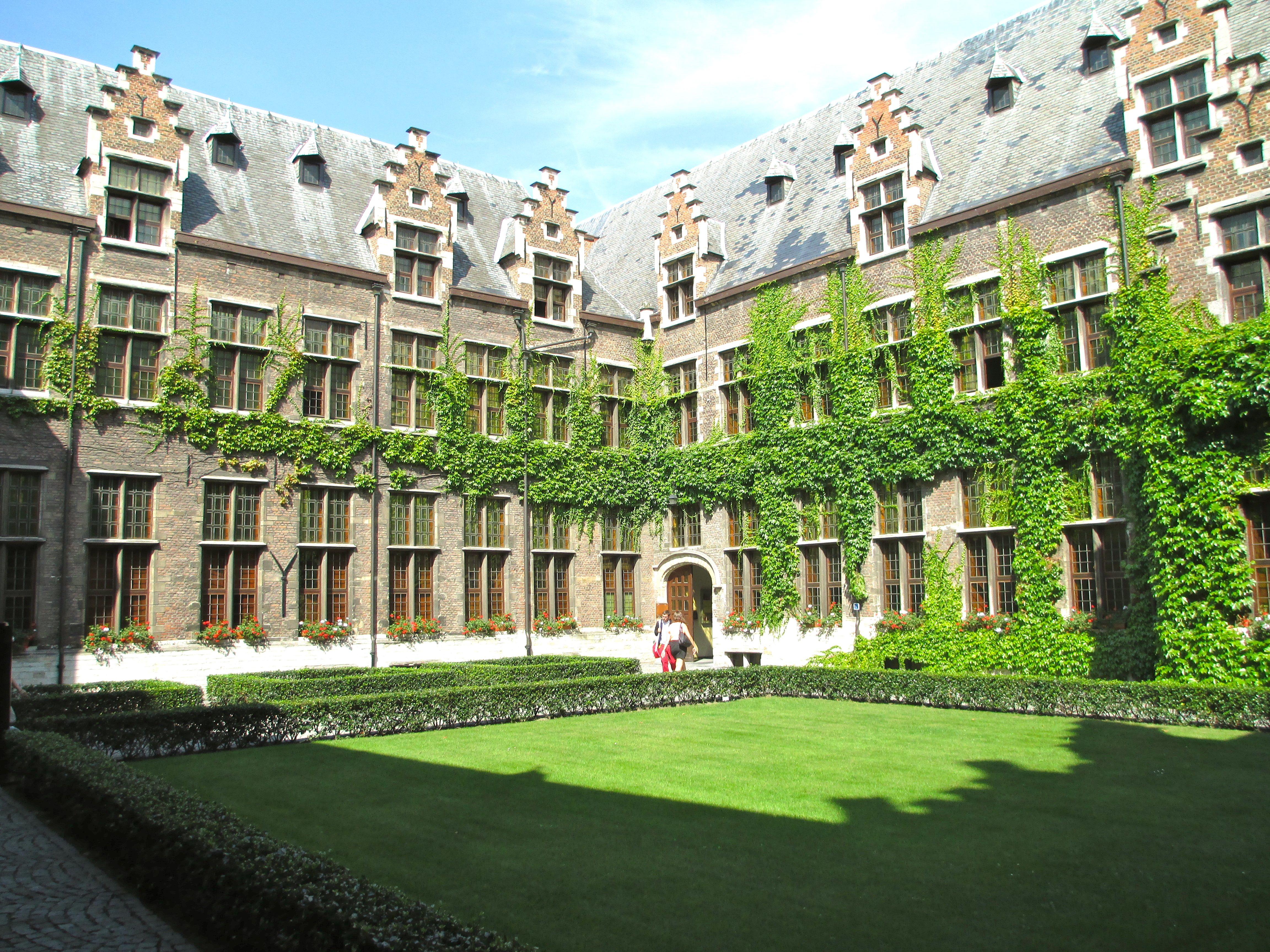
Hof van Liere op de Stadscampus, het historisch centrum van de Universiteit.

In 2003 ontstond deze universiteit uit drie Antwerpse universitaire instellingen:
- Universitaire Faculteiten Sint-Ignatius Antwerpen (Ufsia), opgericht op 5 januari 1852 als het 'Institut Saint-Ignace'.
- Rijksuniversitair Centrum Antwerpen (RUCA), opgericht op 29 oktober 1852 als het 'Institut Supérieur de Commerce de l'État'.
- Universitaire Instelling Antwerpen (UIA), opgericht in 1971.

De benamingen Ufsia en RUCA ontstonden in 1965 toen de hogescholen werden omgevormd tot universiteiten. De bestaande economische opleidingen van de jezuïeten en de Rijkshandelshogeschool werden volwaardige faculteiten terwijl andere richtingen beperkt bleven tot de kandidaturen. De meeste Antwerpse studenten moesten een deel van hun universitaire opleiding afwerken in Brussel, Gent of Leuven. In 1971 kwam hier verandering in door de oprichting van de Universitaire Instelling Antwerpen die dienstdeed als een universiteit voor doctoraats- en licentiaatsonderwijs.
Ufsia, RUCA en UIA werkten samen onder een confederaal model, waarvoor in 1973 een vast coördinatiecomité werd opgericht. In 1978 werd de benaming Universiteit Antwerpen bij decreet ingevoerd. Rudi Verheyen was rector-voorzitter (1996-2000) van de toenmalige confederale Universiteit Antwerpen en was een van de belangrijke grondleggers van de eengemaakte Universiteit Antwerpen. 
In oktober 2003 werd de confederatie omgevormd tot één universiteit met zeven faculteiten. In oktober 2013 werd het tienjarig bestaan van de eengemaakte universiteit gevierd en kwamen er twee faculteiten bij na de integratie van academische hogeschoolopleidingen: de Faculteit Ontwerpwetenschappen (met de opleidingen productontwikkeling, conservatie-restauratie en architectuur) en de Faculteit Toegepaste Ingenieurswetenschappen (waarin de industrieel ingenieursopleidingen van de Karel de Grote Hogeschool en Artesis Hogeschool Antwerpen samensmolten). De Artesis opleidingen vertalen & tolken en revalidatiewetenschappen & kinesitherapie werden respectievelijk ondergebracht in de faculteit Letteren en Wijsbegeerte en de faculteit Geneeskunde en Gezondheidswetenschappen.

## Campussen & faculteiten

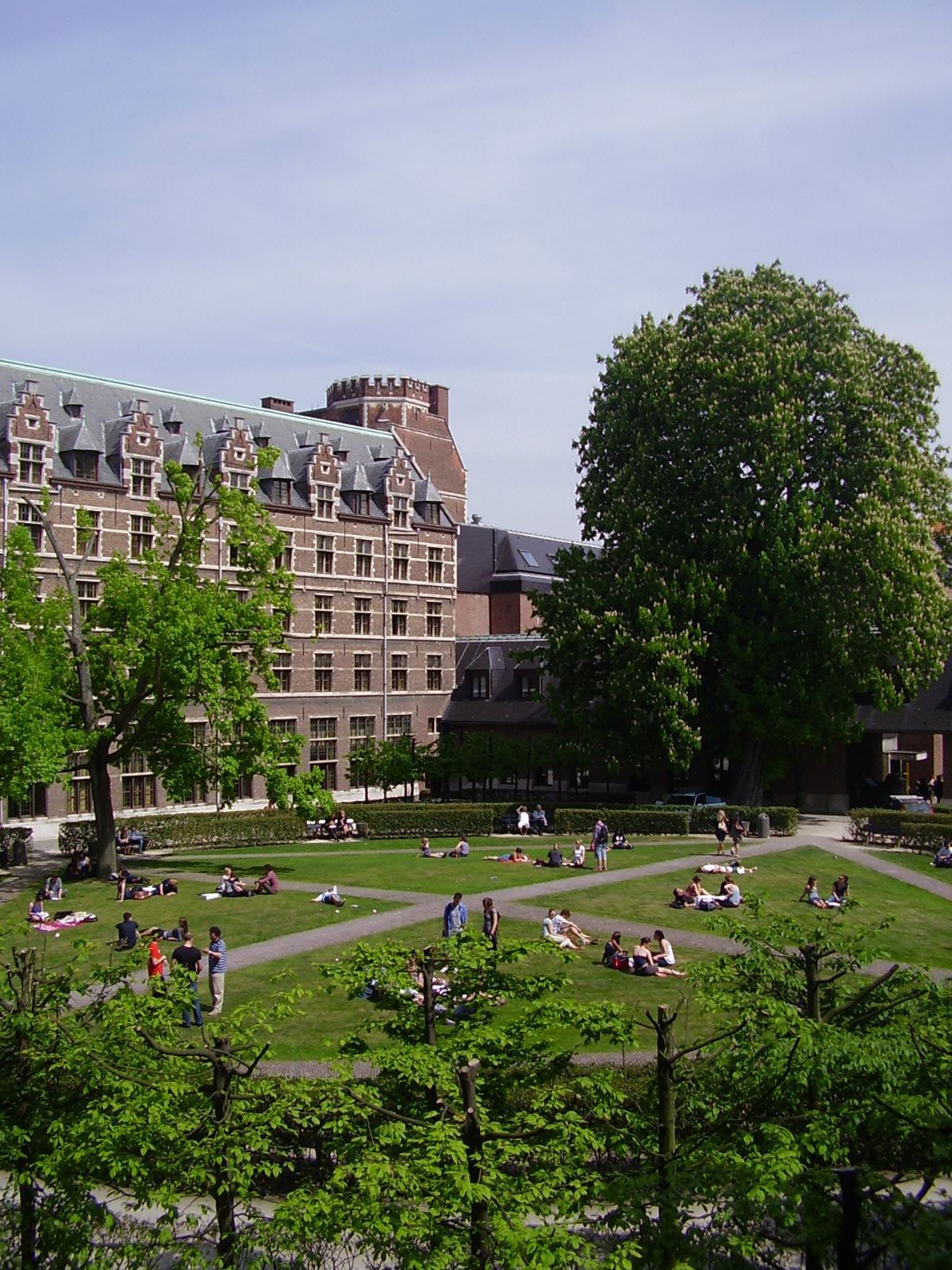
De grote binnentuin van de Stadscampus.

Op 1 oktober 2003 werden de drie universitaire instellingen samengevoegd waarbij:
- de RUCA-campus werd onderverdeeld in twee campussen: Campus Middelheim en Campus Groenenborger.
- de UIA-campus werd herdoopt in Campus Drie Eiken.
- de Ufsia-campus werd herdoopt in Stadscampus.

Door de stapsgewijze totstandkoming en uitbreiding van de Universiteit Antwerpen zitten de negen faculteiten versnipperd over de stadscampus en de drie buitencampussen: 
- Stadscampus: humane wetenschappen
  - Faculteit Letteren en Wijsbegeerte
  - Faculteit Rechten
  - Faculteit Sociale Wetenschappen
  - Faculteit Bedrijfswetenschappen en Economie
  - Faculteit Ontwerpwetenschappen
- Campus Drie Eiken: medische wetenschappen
  - Faculteit Farmaceutische, Biomedische en Diergeneeskundige Wetenschappen
  - Faculteit Geneeskunde en Gezondheidswetenschappen
- Campus Middelheim & Campus Groenenborger: exacte wetenschappen
  - Faculteit Toegepaste Ingenieurswetenschappen
  - Faculteit Wetenschappen

## Bestuur

### Raad van bestuur

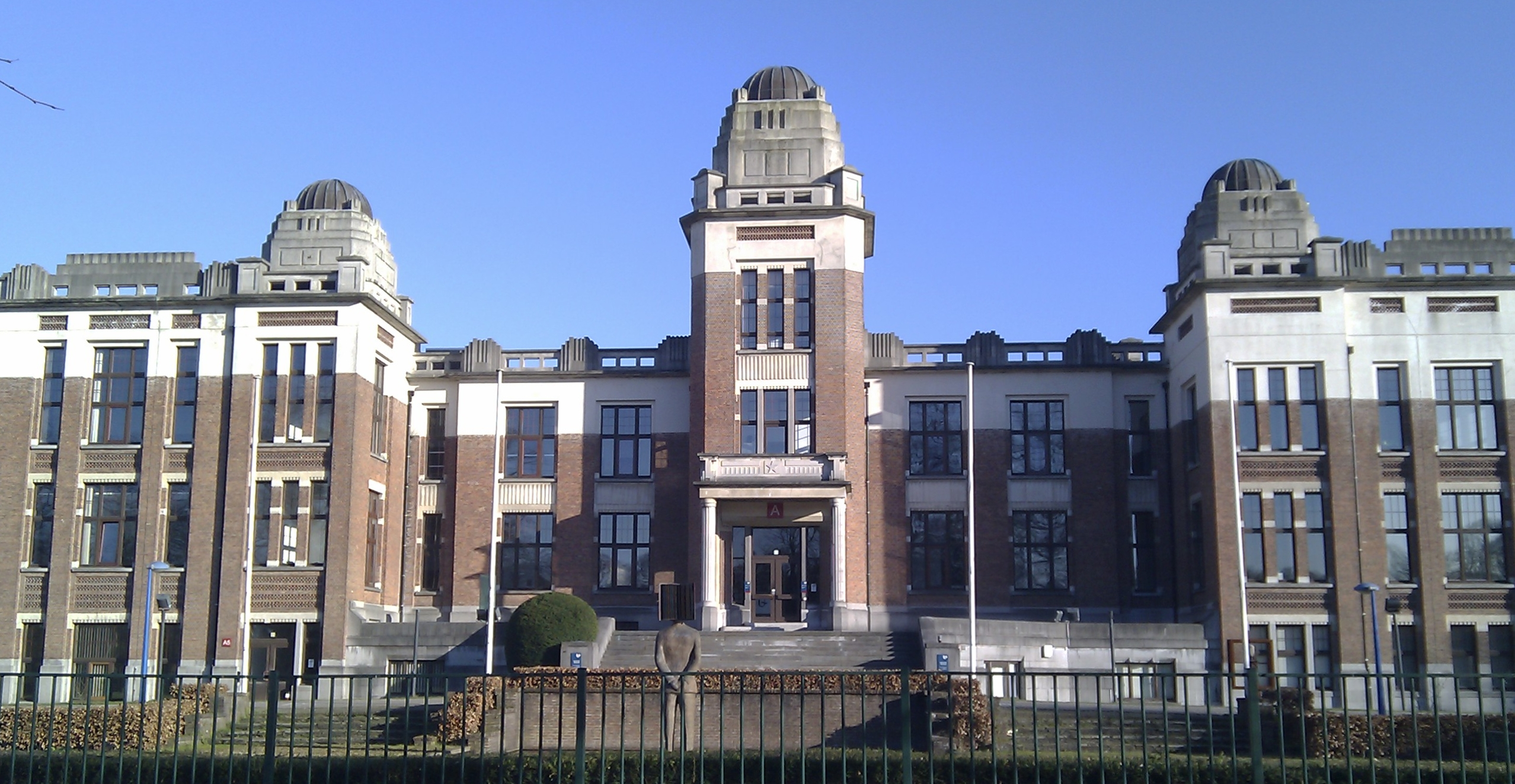
Het gebouw van de vroegere Koloniale Hogeschool doet heden dienst als rectoraat van de Universiteit Antwerpen en zetel van de associatie. (Campus Middelheim)

In de raad van bestuur van UAntwerpen, het hoogste beslissingsorgaan van de instelling, zetelen naast professoren ook assistenten, studenten, technisch personeel en externen. Hetzelfde geldt voor vrijwel alle andere commissies, raden en colleges.
Rector-voorzitters van het Gemeenschappelijk Bureau van de Confederale Universiteit Antwerpen (sinds 1978):
- 1978-?: Louis Bruyns s.J. - economie
- 1992-1996: Luc Wauters - economie
- 1996-2000: Rudi Verheyen
- 2000-2003: Francis Van Loon - sociologie

Voorzitters van de gefusioneerde Universiteit Antwerpen:
- 2003-2008: Alain Verschoren - wiskunde
- 2008-2012: André Van Poeck - economie (met Alain Verschoren als vervanger)
- 2012: Alex Vanneste - taalkunde
- 2012-2016: Ronny Blust - biologie
- 2016-2023: Herwig Leirs
- 2023-: Jan Bouckaert

### Rectoraat
Ufsia
- 1965-1975: Etienne Dhanis, s.J. - economie
- 1975-1984: Louis Bruyns, s.J. - economie
- 1984-1988: Louis Van Bladel, s.J. - wijsbegeerte
- 1988-1995: Jean Van Houtte - rechten
- 1995-2003: Carl Reyns - economie

RUCA
- 1965-1977: Lucien Massart - scheikunde
- 1977-1981: Marie De Groodt-Lasseel - geneeskunde
- 1981-1985: Gustaaf Van Rompu
- 1985-1989: Wilfried Dierick
- 1989-2001: Walter Decleir - biologie
- 2001-2003: Alain Verschoren - wiskunde

UIA
- 1971-1979: Laurent Vandendriessche - geneeskunde
- 1979-1983: Robert Clara - geneeskunde
- 1983-1995: Freddy Adams - scheikunde
- 1995-2003: Josse van Steenberge - rechten

Confederale Universiteit Antwerpen
- 2000-2003: Francis Van Loon - sociologie

Universiteit Antwerpen
- 2003-2008: Francis Van Loon - sociologie
- 2008-2016: Alain Verschoren - wiskunde. In 2012 herverkozen voor 2de ambtstermijn met Johan Meeusen als vicerector.
- 2016-2024: Herman Van Goethem - rechten en geschiedenis. In 2020 herverkozen voor 2de ambtstermijn met vicerectoren Filip Lardon (dienstverlening), Ann De Schepper (onderwijs), Silvia Lenaerts (valorisatie en ontwikkeling) en Ronny Blust (onderzoek).
- 2024- Herwig Leirs - bioloog.[3]

### Studentenvertegenwoordiging
De universiteit maakt er werk van om de studenten deel te laten uitmaken van haar beleid. Daarom zijn er op alle niveaus studentvertegenwoordigers die elk jaar democratisch verkozen worden. Het officiële orgaan voor studentvertegenwoordiging is de Studentenraad Universiteit Antwerpen. De studentenraad adviseert de universiteit over alle student- en onderwijsgerelateerde materies, ofwel op vraag van de universiteit ofwel op eigen initiatief.
De Algemene Vergadering van de studentenraad (AV) bestaat uit 35 stemgerechtigde studentenvertegenwoordigers. Dit zijn de 3 rechtstreeks verkozen studenten die in de raad van bestuur (RvB) van de universiteit zetelen, 9 studenten die rechtstreeks uit de faculteiten worden verkozen, de 9 studenten die deel uitmaken van de Onderwijsraad, 5 studenten die vrij over de hele universiteit worden verkozen en de 8 studenten uit de Stuvoraad. Daarnaast zetelen in de AV nog 2 studenten met raadgevende stem: de woordvoerder en vicewoordvoerder van Verenigde UA Studenten. Bovendien kunnen alle studenten de vergaderingen vrij bijwonen op uitnodiging van de voorzitter.
De studentenraad kiest jaarlijks een bureau bestaande uit een voorzitter, een secretaris en een aantal coördinatoren binnen een bepaald domein. De leden van het bureau moeten niet noodzakelijk lid zijn van de AV, indien ze geen lid zijn, zetelen ze enkel met een stem vanaf hun verkiezing. Het aantal coördinatoren en de betreffende domeinen worden door de AV bepaald. Meestal wordt een coördinator aangesteld voor de domeinen Onderwijs, Sociale Zaken, Externe Relaties, Participatie en Communicatie, maar de AV kan ook andere of aanvullende domeinen bepalen. Het bureau houdt zich bezig met het uitvoeren van de beslissingen van de AV en het voorbereiden van vergaderingen.
De studentenraad vaardigt studenten af naar allerhande raden binnen de universiteit (de Bibliotheekraad, de Werkgroep Leeromgeving, de ICT-commissie, Centrum Pieter Gillis enz.) en buiten de Universiteit Antwerpen (de Associatie Studentenraad Antwerpen, de Vlaamse Vereniging van Studenten, het Antwerps Studentenoverleg, ...).
De studentenraad van de Universiteit Antwerpen is niet hetzelfde als de Verenigde UA Studenten, de overkoepelende organisatie van de aan de universiteit verbonden studentenclubs en studentenverenigingen. Waar de studentenraad de studenten vertegenwoordigt binnen het beleidsniveau, houdt de VUAS zich ook bezig met de vertegenwoordiging van de studentenclubs en studentenverenigingen, de subsidieverdeling onder deze clubs en verenigingen.

### Symbolen
De Universiteit Antwerpen heeft een logo dat via de blauwe golf verwijst naar de Schelde. De kleuren van de universiteit zijn donkerrood en donkerblauw, en in 2005 schreef Pieter Embrechts een lied voor de universiteit, genaamd 'U Aan het woord'.

## Onderwijsaanbod[4]
In het academiejaar 2022-2023 worden er 188 opleidingen aangeboden, verspreid over de 9 faculteiten. Hiervan zijn er 34 bacheloropleidingen, 83 masteropleidingen, 26 master-na-masteropleidingen en 21 postdoctoraten. Van de 188 opleidingen, worden er maar liefst 75 volledig in het Engels gegeven (1 bachelor, 24 masters, 14 master-na-masteropleidingen en 3 postdoctoraten).  

## Centra en instituten
Naast deze faculteiten geeft de Universiteit Antwerpen eveneens onderdak aan een aantal instituten die master-na-masteropleidingen aanbieden. Daarnaast zijn er heel wat grote onderzoekscentra en onderzoeksgroepen.

### Autonome centra en instituten
- Antwerp Management School (AMS)

### Universitaire centra en instituten
- Antwerp Research Institute for the Arts (ARIA)
- Centrum Pieter Gillis (CPG)
- Centrum voor Migratie en Interculturele Studies (CeMIS)
- Centrum voor Zorgtechnologie (CZT)
- Instituut voor Milieu & Duurzame Ontwikkeling (IMDO)
- Instituut voor Ontwikkelingsbeleid en -beheer (IOB)
- Instituut voor Professionele en Academische Communicatie (IPAC)
- Urban Studies Institute (USI)

### Interfacultaire centra en instituten
- Antwerp Doctoral School - Antwerpse Doctoraatsschool (ADS)
- Antwerps Kenniscentrum voor Transport- en Maritiem Recht (Actramar)
- Antwerp Tax Academy (ATA)
- Centre for Maritime and Air Transport Management (C-MAT)
- Centrum voor Mexicaanse studiën (CMS)
- Instituut voor Moleculaire Neurowetenschappen
- Instituut voor Joodse Studies (IJS)
- Linguapolis - Instituut voor Taal en Communicatie
- Ruusbroecgenootschap: instituut voor de geschiedenis van de spiritualiteit in de Nederlanden tot ca. 1750

## Associatie

### Associatie met Belgische hogescholen
In het kader van de decretale verplichting voor hogescholen om zich met een universiteit te associëren werd de Associatie Universiteit & Hogescholen Antwerpen (AUHA) opgericht die bestaat uit:
- Universiteit Antwerpen
- Karel de Grote Hogeschool
- Artesis Plantijn Hogeschool Antwerpen
- Antwerp Maritime Academy

### Internationale associaties
- Utrecht Network
- Nederlands-Vlaamse Accreditatieorganisatie (NVAO)
- European Foundation for Management Development (EFDM)
- Association to Advance Collegiate Schools of Business (AACSB): UAntwerpen staat bekend om haar Faculteit Bedrijfswetenschappen en Economie, die beschouwd wordt als een van de oudste en beste van de Benelux. De faculteit en de autonome Antwerp Management School verkregen als eerste Belgische universiteit deze accreditatie. In de Benelux zijn er maar 6 onderwijsinstellingen, waaronder 4 in Nederland en 2 in België (UAntwerpen/Antwerp Management School en Vlerick Business School), aan wie deze accreditatie is uitgereikt.